# Břetislav Horyna
Břetislav Horyna (* 8. června 1959 Ivančice) je český filozof a religionista. Vystudoval filozofii na Masarykově univerzitě v Brně a Palackého univerzitě v Olomouci. Působil na Ústavu pro výzkum společenského vědomí a vědeckého ateismu Československé akademie věd. Působil na Katedře filozofie Univerzity Konštantína filozofa v Nitře a na Slovenské Akademii věd v Bratislavě. V současnosti je ikonickou postavou slovenské filozofie. Napsal mnoho publikací na různá témata, avšak zejména filozofická. Je činný také jako překladatel. Byl prezidentem České společnosti pro religionistiku. Dlouhodobě byl profesorem na Filozofické fakultě Masarykovy univerzity a publikuje, zejména v zahraničí. Odborně se zabývá především filozofií německého idealismu, zejména příspěvkem Immanuela Kanta, současnou německou filozofií a filozofií náboženství. Jeho filozofické myšlenky jsou šířeji zahrnuty v oblasti náboženství, politiky a blízkých společenských věd.

## Život
Po maturitě na gymnáziu v Zastávce u Brna studoval na FF MU (1978–83) filozofii a politickou ekonomii; v r. 1983 získal titul PhDr. V l. 1994–95 absolvoval postgraduální studium na FF UP (1995 Ph.D.), habilitace 1997 (Filosofie posledních let před koncem filosofie). Jmenovací řízení profesorem filosofie 2001. V l. 1985–89 působil jako odborný pracovník v Ústavu pro výzkum společenského vědomí ČSAV v Brně, 1990–92 jako vedoucí oddělení religionistiky na Ústavu etiky a religionistiky (v té době šlo o společné pracoviště ČSAV a FF MU). V l. 1992–97 byl odborným asistentem na katedře filozofie FF UP, v l. 1997–2013 byl členem katedry filozofie FF MU v Brně. V l. 1990-2012 byl členem výboru a v l. 1993–2012 byl předsedou České společnosti pro studium náboženství. V l. 2000–2001 absolvoval roční hostovskou profesuru na univerzitách v Mnichově, Bonnu a Hannoveru, s nimiž spolupracuje do současnosti. Je členem Německé společnosti pro religionistiku (DVRW) a několika dalších mezinárodních vědeckých organizací. Za publikaci Dějiny rané romantiky byl nominován na cenu Magnesia Litera, získal výroční cenu nakladatelství Vyšehrad za r. 2005 a v r. 2006 obdržel cenu rektora MU za nejlepší vědeckou práci. Publikoval v Německu, Holandsku, USA, Polsku, Maďarsku, mj. v několika zahraničních slovnících a encyklopediích.
Těžiště jeho filozofického zájmu spadá do oblasti dějin zejm. německé filosofie 18. – 21. století, sociální a politické filosofie, teorie a metodologie vědy s aplikací na religionistiku, skepticko-ironické tradice v západní filosofii a dějin myšlení. Zprvu se věnoval problematice globalizace světově hospodářských vztahů a její reflexi v křesťanské sociální etice a antropologii. Od začátku působení na VŠ se věnoval dějinám filosofie se specializací na systémy německého idealismu, dějinám preromantických a romantických koncepcí filosofie, literatury a poezie a dějinám německé filosofie od konce 2. sv. války do současnosti. Vedle kantovských a schellingovských studií se soustředil na J. G. Herdera, J. Hamanna, K. L. Reinholda, G. E. Schulze, K. Solgera ad., návazně pak zejména na okruh rané romantiky (J. G. Fichte, W. Schlegel, Novalis, F. Hölderlin). Z teorií rozvíjených v poválečném Německu zpracoval především metaforologii H. Blumenberga a novopyrrhónský skepticismus O. Marquarda spolu s tradicí tzv. Ritterovy školy. V oblasti sociální a politické filosofie se v navázání na nejnovější koncepty kritické teorie společnosti věnoval problematice kapitálu, lidských práv a politické demokracie. Byl spoluzakladatelem obnovené české religionistiky po r. 1990, kde se vedle organizační práce zaměřil na teoretické a metodologické otázky vědeckého studia náboženství s využitím moderních teorií vědy, teorií poznání a myšlení. Zvláštní pozornost věnoval vždy překladatelské práci.

## Posílání výhrůžných e-mailů

### Průběh
V roce 2010 byl Břetislav Horyna obžalován u Městského soudu v Brně z toho, že svému kolegovi z katedry prof. Jaroslavu Hrochovi poslal celkem 11 anonymních e-mailů, ve kterých vystupoval v rolích historických postav, např. zesnulého katolického disidenta Augustina Navrátila, a ve kterých mu mj. vyhrožoval fyzickými útoky až smrtí, za což mu hrozil až jeden rok vězení. Vedení filozofické fakulty však odmítalo medializaci případu, podle děkana fakulty prof. Josefa Kroba mělo jít o pokus o skandalizaci katedry filozofie a ačkoli šlo o e-maily anonymní, tak to podle něj měl být pouhý spor Hrocha s Horynou.
Rozhodnutí padlo 25. února 2011: Horyna byl uznán vinným v plném rozsahu obžaloby a byl odsouzen k peněžitému trestu ve výši 50 000 Kč s náhradním trestem odnětí svobody na dva měsíce, pokud by peněžitý trest nezaplatil. Rozsudek nenabyl právní moci, protože Horyna se na místě odvolal a Krajský soud v Brně jej z procesních důvodů zrušil a věc vrátil městskému soudu k novému řízení. Podle odvolacího soudu neměl odsouzený dost prostoru se vyjádřit ke znaleckému posudku, který byl u soudu prvního stupně použit jako důkaz.
Po nově provedeném dokazování u městského soudu byl prof. Horyna opět uznán vinným za spáchání trestného činu násilí proti skupině obyvatel nebo jednotlivci a byl mu uložen stejný trest. Podle soudu byl okruh nepřímých důkazů natolik uzavřen, že vina Břetislava Horyny byla prokázána. Tento rozsudek již odvolací soud potvrdil a Břetislav Horyna tak byl uznán vinným pravomocně. Uložený trest byl odvolacím soudem označen za spíše nízký a výchovný.
Mezitím bylo prof. Horynovi ukončeno členství ve Vědecké radě a Ediční komisi Filozofické fakulty MU a byla mu pozastavena výuka povinných kurzů. Tato opatření tedy doplnila jeho odvolání z Disciplinární komise fakulty v prosinci 2010. Na fakultě jako pedagog ale zůstal až do dubna 2013, kdy dostal výpověď.

## Výběrová bibliografie
- Úvod do religionistiky, 1994
- Filosofie posledních let před koncem filosofie: kapitoly ze současné německé filosofie, 1998
- Počátky filosofické antropologie, 1999
- Mýty jednoho slova, 2000
- Idea Evropy. Pohledy do filosofie dějin, 2001
- Dějiny religionistiky, 2001 (s Helenou Pavlincovou)
- Judaismus, křesťanství, islám, 2003 (ed. s Helenou Pavlincovou)
- Kant redivivus. Průřezy dílem filosofa, 2004
- Dějiny rané romantiky, 2005
- Teorie metafory, 2007
- Filosofie skepse, 2008

## Překlady
- E. Schillebeeckx: Protože politika není vším, 1991
- H. Küng: Světový étos (s K. Flossem), 1992
- W. Welsch: Postmoderna – pluralita jako etická a politická hodnota, 1993
- J. M. Bocheňski: Marxismus-leninismus. Věda nebo víra? 1994
- J. B. Metz: Úvahy o politické theologii (s L. Karfíkovou), 1994
- R. Bultmann: Dějiny a eschatologie, 1994
- A. Rich: Hospodářská etika II. Tržní a světové hospodářství z hlediska sociální etiky, 1994
- P. Sloterdijk: Procitne Evropa? Myšlenky o programu jedné světové velmoci na sklonku věku její politické absence, 1996
- J. Šmajs: Kultur gegen die Natur, 1996 (s V. Váchou)
- J. Waardenburg: Bohové zblízka. Systematický úvod do religionistiky, 1996
- H. Jonas: Princip odpovědnosti. Pokus o etiku pro technologickou civilizaci, 1997
- P. Sloterdijk: Na jedné lodi. Pokus o hyperpolitiku, 1997
- Pluralita, Skepse, Tonalita (Studie Odo Marquarda a Petera Sloterdijka), 19
- P. Sloterdijk, Pravidla pro lidskou ZOO. (Die Regeln für den Menschenpark). Aluze. Časopis pro literaturu, filosofii a jiné 3. Olomouc. Palacky-Universität, 2000
- R. Heinzmann, Středověká filosofie. (Philosophie des Mittelalters). Olomouc. Verlag Olomouc 2000, 351 pp.
- H. Küng, Světový étos pro politiku a hospodářství, (Weltethos für die Politik und Wirtschaft). Praha. Vyšehrad 2000
- E. Coreth (ed.), Filosofie 20. století. (Philosophie des 20. Jahrhunderts). Olomouc. Verlag Olomouc 200
- H. Küng, Krédo. Apoštolské vyznání víry dnes? (Credo. Das apostolische Glaubensbekenntnis – Zeitgenossen erklärt). Praha, Vyšehrad 2007, 192 pp.
- U. Beck, Vynalézání politiky. K teorii reflexivní modernizace (U. Beck, Die Erfindung des Politischen). Praha. SLON 2007
- Axel Honneth, Právo svobody: nárys demokratické mravnosti, Praha, Filosofia 2018, (A. Honneth, Das Recht der Freiheit. Grundriss einer demokratischen Sittlichkeit 2011), 616 pp.